# Turean, Smolean
Turean (în bulgară Турян) este un sat în comuna Smolean, regiunea Smolean,  Bulgaria. 

## Demografie
Componența etnică a satului Turean
     Bulgari (92,95%)
     Nicio identificare (7,04%)
     Altele (0%)
La recensământul din 2011, populația satului Turean era de 71 locuitori. Din punct de vedere etnic, majoritatea locuitorilor (92,95%) erau bulgari. Pentru 7,04% din locuitori nu este cunoscută apartenența etnică.